# Brompton (Hambleton)
Brompton is een civil parish in het bestuurlijke gebied Hambleton, in het Engelse graafschap North Yorkshire met 2055 inwoners.